# Victor Muffat Jeandet
Victor Muffat Jeandet (Aix-les-Bains, 5 marzo 1989) è uno sciatore alpino francese.

## Biografia

### Stagioni 2005-2014
Ha esordito in gare riconosciute dalla FIS il 9 dicembre 2004 giungendo 39º in uno slalom speciale a La Plagne valido come gara FIS. Nel 2009, a Garmisch-Partenkirchen, ha partecipato ai Mondiali juniores di quell'anno piazzandosi 4º sia in slalom speciale sia in gigante e ha debuttato in Coppa del Mondo, il 28 febbraio a Kranjska Gora, senza riuscire però a qualificarsi per la seconda manche.
Nel 2010 si è aggiudicato il primo podio in Coppa Europa piazzandosi 3º nello slalom di Méribel, alle spalle dello sloveno Matic Skube e dello svedese Anton Lahdenperä, mentre è salito sul gradino più alto del podio l'anno seguente nello slalom disputato sulle nevi italiane di Madonna di Campiglio. Il 17 febbraio 2013 ha esordito ai Campionati mondiali, piazzandosi 26º nello slalom speciale della rassegna iridata di Schladming.

### Stagioni 2015-2025
Il 16 gennaio 2015 ha ottenuto il primo podio in Coppa del Mondo, chiudendo al 2º posto la supercombinata di Wengen; ai Mondiali di Vail/Beaver Creek 2015 ha concluso al 7º posto lo slalom gigante e non ha terminato lo slalom speciale e la combinata
Due anni dopo, ai Mondiali di Sankt Moritz 2017, si è classificato 13º nello slalom gigante, 17º nello slalom speciale e 20º nella combinata. Il 12 gennaio 2018 ha colto a Wengen in combinata la sua prima vittoria in Coppa del Mondo; ai successivi XXIII Giochi olimpici invernali di Pyeongchang 2018, suo esordio olimpico, ha vinto la medaglia di bronzo nella combinata e si è classificato 6º nello slalom gigante e 6º nello slalom speciale. Ai Mondiali di Åre 2019 è stato 14º nello slalom gigante, 16º nello slalom speciale e 6º nella combinata, a quelli di Cortina d'Ampezzo 2021 si è classificato 13º nello slalom gigante, 6º nella combinata e non ha completato lo slalom speciale e a quelli di Saalbach-Hinterglemm 2025 si è piazzato 17º nello slalom speciale e 10º nella combinata a squadre.

## Palmarès

### Olimpiadi
- 1 medaglia:
  - 1 bronzo (combinata a Pyeongchang 2018)

### Coppa del Mondo
- Miglior piazzamento in classifica generale: 12º nel 2015 e nel 2016
- 10 podi (1 in slalom speciale. 5 in slalom gigante, 4 in combinata):
  - 1 vittoria
  - 5 secondi posti
  - 4 terzi posti

#### Coppa del Mondo - vittorie
| Data            | Località | Paese    | Specialità |
| --------------- | -------- | -------- | ---------- |
| 12 gennaio 2018 | Wengen   | Svizzera | KB         |

Legenda:

KB = combinata

### Coppa Europa
- Miglior piazzamento in classifica generale: 2º nel 2013 e nel 2014
- Vincitore della classifica di slalom speciale nel 2012
- Vincitore della classifica di combinata nel 2013
- 13 podi:
  - 5 vittorie
  - 1 secondo posto
  - 7 terzi posti

#### Coppa Europa - vittorie
| Data             | Località             | Paese    | Specialità |
| ---------------- | -------------------- | -------- | ---------- |
| 22 dicembre 2011 | Madonna di Campiglio | Italia   | SL         |
| 31 gennaio 2013  | Sarentino            | Italia   | SC         |
| 2 febbraio 2013  | Monte Pora           | Italia   | GS         |
| 15 febbraio 2014 | Borovec              | Bulgaria | GS         |
| 12 marzo 2014    | Soldeu               | Andorra  | SL         |

Legenda:

GS = slalom gigante

SL = slalom speciale

SC = supercombinata

### South American Cup
- Miglior piazzamento in classifica generale: 19º nel 2025
- 2 podi:
  - 1 vittoria
  - 1 secondo posto

#### South American Cup - Vittorie
| Data              | Località     | Paese     | Specialità |
| ----------------- | ------------ | --------- | ---------- |
| 13 settembre 2024 | Cerro Castor | Argentina | SL         |

Legenda:

SL = slalom speciale

### Campionati francesi
- 15 medaglie[1]:
  - 7 ori (slalom speciale nel 2014; combinata nel 2017; slalom gigante, slalom speciale nel 2018; slalom gigante, slalom speciale, combinata nel 2021)
  - 3 argenti (slalom gigante nel 2016; slalom speciale nel 2017; slalom gigante nel 2019)
  - 5 bronzi (slalom speciale nel 2011; slalom gigante nel 2017; slalom speciale nel 2019; slalom speciale nel 2024; slalom speciale nel 2025)